# Milovan Kapor
Milovan Kapor (sinh 5 tháng 8 năm 1991) là một cầu thủ bóng đá Canada.

## Sự nghiệp

### Câu lạc bộ
Anh ra mắt chuyên nghiệp cho FK Dukla Banská Bystrica trước FC Spartak Trnava ngày 6 tháng 3 năm 2015. Năm 2016, Kapor gia nhập Zlaté Moravce.

### Quốc tế
Ngày 6 tháng 6 năm 2017 Kapor được triệu tập vào đội hình sơ loại 40 người của Canada cho Cúp Vàng 2017.